# Mindanao Facula
La Mindanao Facula è una struttura geologica della superficie di Titano.